# کوم کوم (بازیگر)
کوم کوم (انگلیسی: Kumkum); (۸ ژوئن ۱۹۳۴ – ۲۸ ژوئیهٔ ۲۰۲۰)، که در هنگام تولد نام زیب النسا برای او در نظر گرفته شد، یک بازیگر هندی بود.
او در دوران بازیگریش، به‌طور تقریبی در ۱۱۵ فیلم نقش آفرینی کرد. بیشتر به خاطر ایفای نقش در فیلم‌های آقای ایکس در بمبئی (۱۹۶۴)، مادر هند (۱۹۵۷)، پسر هند (۱۹۶۲)، کوه نور (۱۹۶۰)، روشنایی، عصر جدید، آقای فونتوش، یکی مارگیر یکی دزد، امواج گنگ، پادشاه و روستایی، چشم‌ها (۱۹۶۸)، چالش، ترانه و یکی مجرد یکی لیسانس بیشتر معروف است. او در کنار بسیاری از قهرمان‌های فیلم دوره خود، نقش اآفرینی کرد و به خاطر بازی در کنار کیشور کومار محبوبیت داشت.

## فیلم‌شناسی
- میرزا غالیب (۱۹۵۴)
- خانم و آقای ۵۵ (۱۹۵۵)
- خانه شماره ۴۴ (۱۹۵۵)
- سی.آی. دی (۱۹۵۶)
- بهار زیبا (۱۹۵۶)[۴]
- عصر جدید (۱۹۵۷)
- مادر هند (۱۹۵۷)
- تشنه (۱۹۵۷)
- بارش (۱۹۵۷)
- چهار قلب، چهار راه (۱۹۵۹)
- کوه نور (۱۹۶۰)
- دل تو را می‌خواهد و من نیز تو را می‌خواهم (۱۹۶۰)
- پسر هند (۱۹۶۲)
- آقای ایکس در بمبئی (۱۹۶۴)
- امواج گنگ (۱۹۶۴)
- چشم‌ها (۱۹۶۸)
- چالش (۱۹۷۲)
- یک ممنوعیت (۱۹۷۲)
- تهدید (۱۹۷۳)